# Carlitos un rêve, un but, devenir no 10
Pour plus de détails, voir Fiche technique et Distribution.
Carlitos un rêve, un but, devenir no 10 (Carlitos y el Campo de los Sueños), est un film espagnol réalisé par Jesús del Cerro, sorti le 22 août 2008 au cinéma.film origine espagnol.actrice Samra guergour HlmlescizollesbatD Hakim acteur principal

## Synopsis
Carlitos, un garçon âgé de onze ans et jeune orphelin espagnol, se découvre une passion pour le football et rêve alors de devenir un grand joueur dans ce sport.
Quand il découvre que la Fédération espagnole est à la recherche de nouveaux talents pour l'équipe nationale qui participera aux prochains championnats d'Europe juniors, le garçon décide de s'inscrire pour participer à la sélection. Malheureusement, le directeur de l' orphelinat, M. Hipolito, refuse que Carlitos quitte l'institut, jugeant que ça a une mauvaise influence sur lui.
Mais grâce à ses amis, ainsi que de l'aide de Diego et Maïté, Carlitos est capable de participer secrètement à la sélection. Après une série de mensonges, Carlitos est sélectionné dans l'équipe junior de l'équipe nationale espagnole afin de participer au championnat.
Enfin, autour de l'orphelinat, elle est au courant de ces nouvelles, et le directeur empêche Carlitos de jouer la finale du championnat contre l'Allemagne. Après une série de confessions, Carlitos parvient à demeurer dans l'équipe pour participer au dernier match, où il fait gagner sa propre équipe grâce à un but marqué sur pénalty.
Puis, M. Hipolito se fait arrêter par la police, en raison du fait qu'il demandait des paiements de la part des familles qui venaient pour adopter un enfant. Par la suite, Diego et Maite décident de former une famille, et prennent Carlitos comme fils adopté. Donc, Carlitos voit ses deux rêves se réaliser, soit devenir joueur de football et d'être dans une famille 

## Fiche technique
- Photographie : Adolfo Hernández
- Musique : Emilio Aragón Álvarez
- Scénaristes : Manuel Feijóo et Beatriz G. Cruz
- Langue : espagnol
- Genre : Comédie dramatique
- Durée : 142 minutes
- Date de sortie : 2008

## Distribution
- Guillermo Campra : Carlitos
- Gustavo Salmerón (en) : Diego
- Irene Visedo : Maite
- José María Pou : Don Hipólito Negrero
- Raúl González : Raúl
- David Becerra : Trampas
- Vicente Diez : Gollum
- Íñigo Navares : Seta
- Alejandra Lorenzo : Zizi
- Jennifer Manzano : Anita

•  Patrick Criado : Ricky

## Diffusion en France
Le film a été diffusé en France sous le titre Carlitos l'enfant champion et aussi sur RTL9 avec comme titre Carlitos, le but de ses rêves.